# Жртве паљенице
Жртве паљенице (енгл. Burnt Offerings) амерички је хорор филм из 1976. године, режисера Дена Кертиса са Карен Блек, Оливером Ридом и Бети Дејвис у главним улогама. Рађен је по истоименом роману Роберта Мараска из 1973. Радња прати породицу која почиње да примећује натприродне појаве у кући коју су изнајмили током лета.
Филм је изазвао помешане критике и освојио неколико награда током 1977, укључујући и 3 Награде Сатурн и то за најбољи хорор филм, за најбољег режисера и за најбољу споредну глумицу (Бети Дејвис). Упркос томе, филм је био комерцијални неуспех.
Први је филм који је снимљен у познатој Дансмјур кући, где је касније снимљен још један хорор, Фантазам, телевизијска серија Неш Бриџиз и четрнаести филм о Џејмсу Бонду, Поглед на убиство.

## Радња
Брачни пар, Маријан и Бен Ролф, изнајмљују вилу из 19. века, од породице Алардајс, како би у њој провели лето са својим сином Дејвијем и Беновом тетком Елизабет. Алардајсови им нуде вилу по веома ниској цени, под условом да брину о њиховој болесној мајци и остављају јој храну на столу испред једне собе у поткровљу.
У кући убрзо почињу да се дешавају чудне ствари, Елизабет се нагло разболи, а Маријан се облачи и понаша као да живи у 19. веку. Бен жели да напусте кућу, али се Маријан противи...

## Улоге
| Глумац         | Улога           |
| -------------- | --------------- |
| Карен Блек     | Маријан Ролф    |
| Оливер Рид     | Бен Ролф        |
| Ли Монтгомери  | Дејви Ролф      |
| Бети Дејвис    | Елизабет Ролф   |
| Берџер Мередит | Арнолд Алардајс |
| Ајлен Хекарт   | Роз Алардајс    |
| Даб Тејлор     | Вокер           |
| Ентони Џејмс   | погребник       |
| Тод Турканд    | млади Бен Ролф  |
| Орин Канон     | свештеник       |